# Арараги
Арараги (яп. アララギ) — японский литературный журнал, основанный поэтом Ито Сатио в 1908 году. Основная специализация журнала — поэзия танка.

## История
«Арараги» пришёл на смену просуществовавшему с 1903 по 1908 год и также ориентировавшемуся на поэзию танка журналу «Асиби» (яп. 馬酔木). Помимо танка, «Арараги» публиковал эссе о западных поэтах.
После смерти Ито Сатио в 1913 году, журнал возглавил его ученик Симаги Акахико. Его сменил в дальнейшем Сайто Мокити. В 1930 году редактором стал Цутия Буммэй.
В сформировавшейся вокруг журнала поэтической школе Арараги было два базовых принципа: использование метода сясэй и преклонение перед поэтами «Манъёсю».
Журнал прекратил выходить в 1997 году.